# 観測ロケット一覧

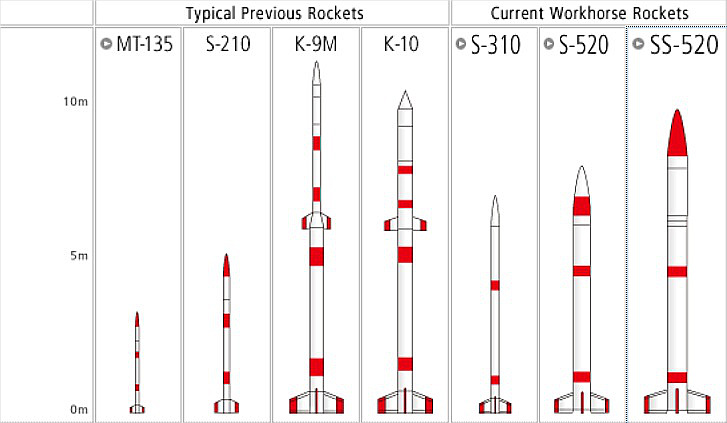
日本の観測ロケット

ブラジルのソンダ1、2、3、4

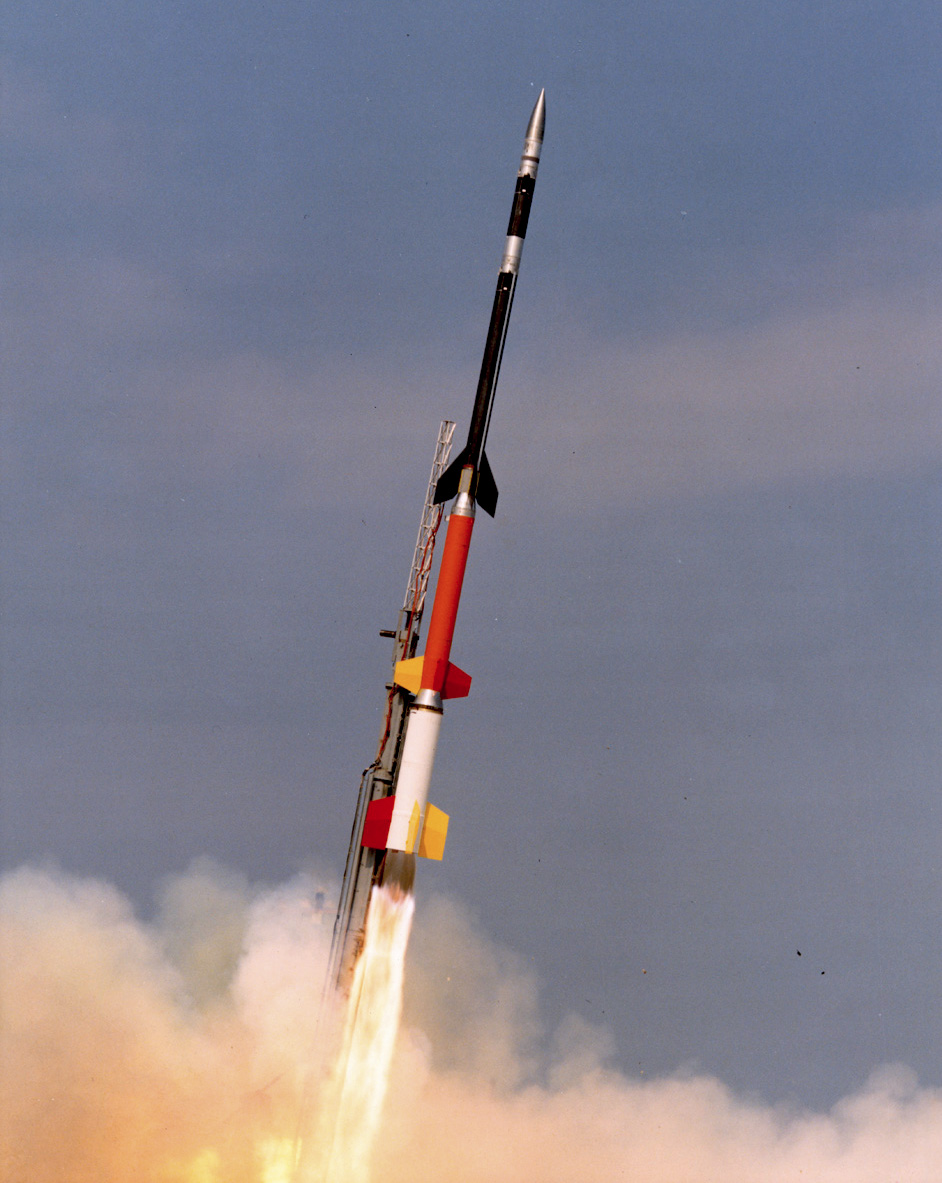
ブラック・ブラントXII

観測ロケットの一覧（かんそくロケットのいちらん）では観測ロケットを列記する。

## アメリカ合衆国
- エアロビー（Aerobee）
- アルゴ（Argo）
  - A-1 ペルシュロン（Percheron）
  - D-4 ジャベリン（Javelin）
  - D-8 ジャーニーマン（Journeyman）
  - E-5 ジェイソン（Jason）
- アルカス（Arcas）
  - ブーステッド・アルカス（Boosted Arcas）
  - ブーステッド・アルカス2（Boosted Arcas 2）
  - スーパーアルカス（Super Arcas）
- アストロビー
- アスプ（Asp）
- ブルースカウトジュニア
- バンパー
- カストール 4B
  - カストール・オーブス
- ディーコン（Deacon）
- ロキ
  - スーパーロキ
- マークス
- ナイキ（Nike）
  - ナイキ・アパッチ（Nike Apache）
  - ナイキ・ハイダック（Nike Hydac）
  - ナイキ・イロコイ（Nike Iroquois）
  - ナイキ・ジャベリン（Nike Javelin）
  - ナイキ・マラミュート（Nike Malemute）
  - ナイキ・ナイキ（Nike Nike）
  - ナイキ・オライオン（Nike Orion）
  - ナイキ・リクルート（Nike Recruit）
  - Nike T40 T55
  - ナイキ・トマホーク（Nike Tomahawk）
  - ナイキ・バイパー（Nike Viper）
  - Nike-Asp
  - ナイキ・ケイジャン（Nike Cajun）
  - ナイキ・ディーコン（Nike-Deacon）
  - ナイキ・ホーク（Nike Hawk）
- オライオン（Orion）
- プロスペクター（Prospector）
- ロックエア（Rockair）
- リトルジョー
- サイドワインダー（Sidewinder）
  - サイドワインダー・アーカス
  - サイドワインダー・レイブン（Sidewinder Raven）
- スペースロフトXL（SpaceLoft XL）
- スターバード（Starbird）
- ストライピー（Strypi）
- サンド・ホーク（Sandhawk）
- トマホーク（Tomahawk）
- ヴァイキング（Viking）
- ヴァイパー（Viper）
  - ヴァイパー・ファルコン（Viper Falcon）
  - ヴァイパー・ダート（Viper Dart）
- WACコーポラル（WAC Corporal）
- ホピ・ダート（Hopi Dart）
- ケイジャン・ダーツ（Cajun Dart）
- ジュディ・ダート（Judi Dart）

## アルゼンチン
- カノープス2（Canopus 2）
- リゲル（Rigel）
- オライオン（Orion）
- トロナドール

## イギリス
- レオパルド（Leopard）
- スキュア（Skua）
- ペトレル（Petrel）
- ルーク（Rook）
- スカイラーク（Skylark）
- ブラック・ナイト（Black Knight）
- ジャガー（Jaguar）
- フルマー（Fulmar）
- フォルスタッフ（Falstaff）

## イスラエル
- シャヴィト2（Shavit 2）

## イタリア
- アルファ（Alfa）
- シスプレ（Sispre）

## インド
- ロヒニ（Rohini Series）
  - RH-75[1]
  - RH-125[2]
  - RH-200[3]
  - RH-300[4]
  - RH-300 Mk II[5]
  - RH-560[6]

## インドネシア
- RX-250-LPN

## 欧州宇宙機関
- メーザー（Maser）
- マクサス（Maxus）
- TEXUS

## オーストラリア
- ロング・トム（Long Tom）
- クッカバラ（Kookaburra）

## カナダ
- ブラック・ブラント（Black Brant）

## 韓国
- KSR-1
- KSR-2
- KSR-3

## スイス
- ツェニット（Zenit）

## スペイン
- INTA-255
- INTA-300

## 台湾
- 探空

## 中国
- - 761
  - DF-21
  - THP2
  - THP6
  - T-7, T-7A, T-7A-S2, T-7A-S, T-7/GF-01A, T-7M
  - Tianying-3C
  - Zhinui

## ドイツ
- モーア（Mohr）
- ツィラス（Cirrus）
- キュムラス（Kumulus）
- ゼリガー（Seliger）

## 日本

### 宇宙科学研究所
- ペンシルロケット
- ベビーロケット
- シグマロケット
- カッパロケット
- ラムダロケット
- πT
- OT-75
- HT-110
- PT-200
- MT-135
- MT-110
- S-160
- S-210
- S-310
- S-520
- SS-520

### 宇宙開発事業団・航空宇宙技術研究所
- S-A
- S-B
- SB-II
- ST-I
- SC
- SB-III
- LS-A
- LS-C
- HM-16
- NAL-7
- NAL-16
- NAL-25
- JCR
- ETV
- TT-210
- TT-500
- TT-500A
- TR-I
- TR-IA

### インターステラテクノロジズ
- MOMO

## ブラジル
- ソンダ1、2、3、4
- VS-30
- VS-40
- VSB-30

## フランス
- エーグル（Aigle）
- アゲート（Agate）
- ベリエ（Belier）
- ベレニス（Berenice）
- サントール（Centaure）
- コラ（Cora）
- ダニエル（Daniel）
- ドーファン（Dauphin）
- ドラゴン（Dragon）
- エムロード（Emeraude）
- エリダン（Eridan）
- モニカ（Monica）
- リュビ（Rubis）
- サフィール（Saphir）
- Tacite
- ティベレ（Tibere）
- ティトゥス（Titus）
- トパーズ（Topaze）
- ヴェロニク（Véronique）

## ポーランド
- メテオ（Meteor）

## ロシア
- M-100
- MMR06
- MR-12
- MR-20